# جميل سمان
جميل محمد علي سمان؛ مذيع وإعلامي سعودي ولد في عام 1949 في مدينة الطائف السعودية.

## النشأة
يعود نسبه لعائلة رواس المكية، وعاش بها حتى بداية الدراسة الابتدائية، حيث انتقل إلى مكة المكرمة وحصل على الشهادة الابتدائية والمتوسطة والثانوية التي تجاوزها بالمنازل، وله من الأبناء غسان وحاتم وياسر.

## برامج تولى تقديمها
قدم نشرات الأخبار بالإضافة إلى عدد من البرامج مثل «طبيب الإذاعة» و«أوراق مسافر» و«بريد المستمعين» و«لحظة صدق»، وفي التلفزيون السعودي قدم برنامج «مشوار» و«آخر الأسبوع» وهو البرنامج الذي كان له صدى واسعاً لدى الجمهور ولا زالوا يتذكرونه به، كذلك برنامج «وغدا أسبوع آخر» و«فقرة أعجبتني» بالإضافة إلى التعليقات والموجزات الإخبارية، وبرنامج «أحداث العالم في أسبوع».

## تركه للتلفزيون
استقر الراحل بصورة نهائية في محافظة جدة، بعد أن عاش سنوات مجده الإعلامي من خلال القناة الأولى في العاصمة الرياض، حتى وافته المنية.
يقول جميل سمان في حديثه ل (مساحة زمنية):" بعد حصولي على شهادة المتوسطة توظفت في إدارة الأوقاف بالطائف بوظيفة إداري"1382ه"إلى" 1384ه" وهي وظيفة مقطوعة براتب"250 ريالا" ومن ثم انتقلت إلى مكة المكرمة وتوظفت في وزارة المواصلات في البريد في قسم الهواتف والبرقيات عام"1385ه" بعد حصولي على شهادة الثانوية، قبل أن انتقل إلى الإعلام في «1389ه»، حيث قرأت إعلاناًَ بطلب مذيعين ومهندسين وفنيين في الإذاعة والتلفزيون وكان ذلك في بداية بث التلفزيون وكان لنا زميل اسمه فيصل عراقي"" بالإذاعة سألته كيف طريقة التقديم في الإذاعة لأن رغبتي كانت شديدة في اقتحام الإذاعة، وكانت لدي موهبة منّذ الصغر، حيث كنت خلال دراستي خطيب المدرسة وكنت القي الأناشيد كذلك كنت أحضر المسجل وأقرأ مانشتات الجرائد بصوت مرتفع وكان صوتي جهورياً.
وقد ساعدني الأخ فيصل عراقي بالتقدم للإذاعة فتقدمت وكان ذلك عام"1389"ولم أوفق في التجربة الأولى لكني لم أيأس وقابلني أحد الاخوة الذين يعملون في الإذاعة وقال لي قدم مرة أخرى وسندعمك وكانت تلك لحظة فاصلة في حياتي وبالفعل تقدمت للإذاعة مرة أخرى بعد أسبوع، صادف وجود الشيخ جميل الحجيلان وزير الإعلام في ذلك الوقت والذي تذكرني عندما سلمته المعروض وقال:«سمعت صوتك وهو يشبه صوت ياسر الروقي» وياسر الروقي مذيع في ذلك الوقت وهو أخو مطلق الذيابي"" وقال:«إذا كان عندك هذا الحماس وهذه الشجاعة ماعندي مانع يعيدوا لك التجربة مرة أخرى» وقد تعرفت خلال تواجدي في الإذاعة بعدد من الأساتذة في ذلك الوقت منهم بدر كريم وحسين النجار وعلي داود وغيرهم ممن أعطوني فكرة عن طريقة الإلقاء وبحمد الله توفقت ونجحت وكان ذلك بداية دخولي الإذاعة عام«1389ه» وطلب الشيخ الحجيلان من وزارة المواصلات نقلي للإذاعة وهو الحلم الذي كان يراودني طويلا.

## البداية مع الإذاعة
يبرر جميل سمان في عدم دخوله لالقاء نشرة الأخبار في ذلك الوقت بوجود عدد كبير من الأساتذة أمثال بدر كريم ومحمد مشيخ وعبد الرحمن يغمور وعبد الله راجح وغيرهم، إلا أنه كان يراقبهم كثيراً.
يقول عن ذلك:" استفدت منهم الكثير واستفدت كذلك من الأستاذ مطلق الذيابي"" وبدر كريم الذين وجهاني خير التوجيه وبعد ستة أشهر انطلق صوتي عبر الإذاعة وبعد عام حضر الأستاذ محمد حيدر شيخ وكان مديرًا لمحطة تلفزيون جدة إلى الإذاعة لقراءة الأخبار وكنت موجودًا في الأستوديو وفوجئ بوجودي وكان التلفزيون وقتها بلونين فقط (أبيض وأسود)، وطلب مني الانضمام للتلفزيون وواجهت صعوبات جديدة للانتقال من الإذاعة للتلفزيون، بسبب أن النوبات التي أعمل بها متقاربة وقمت بالعمل المزدوج بين الإذاعة والتلفزيون مما جعل هناك خلافًا مع رؤسائي في الإذاعة والتلفزيون، ومكثت في الإذاعة لمدة عشر سنوات وتمت الموافقة لي على قراءة نشرة الأخبار وتقديم البرامج حتى عام" 1400ه" وبفضل الله تعلمت الكثير من هذه الخبرات والتجارب وحققت نجاحا لم أتوقعه بالمثابرة والعزيمة والإصرار والحماس وبذرة الموهبة التي كانت موجودة لدي من السابق وهي من أهلتني لأكون مذيعا.

## الانتقال إلى الرياض
في عام«1400ه» طلبوا مني الانتقال للرياض وفعلاً انطلقت حتى عام «1424 ه» وفي هذه الفترة الطويلة الجميلة حققت شهرة كبيرة ومعرفة واسعة ومحبة الناس وهو الرصيد الذي خرجت به من العمل الإعلامي، ومن أهم البرامج التي قدمتها بالإضافة إلى نشرات الأخبار، كان أبرزها«طبيب الإذاعة» و«أوراق مسافر» و«بريد المستمعين» و«لحظة صدق»، وفي التلفزيون قدمت برنامج «مشوار» و«آخر الأسبوع» وهو البرنامج الذي كان له صدى واسعاً لدى الجمهور ولا زالوا يتذكروني به واستمر هذا البرنامج لمدة أربع سنوات كذلك برنامج «وغدا أسبوع آخر» و«فقرة. أعجبتني» وبالإضافة إلى التعليقات والمواجز وبرنامج «أحداث العالم في أسبوع» كذلك شاركت تلفزيونات الخليج كمذيع عندما كان هناك تبادل بين المذيعين في التلفزيونات الخليجية.

## خرج خالي الوفاض
بعد أربعين عاما في خدمة الوطن منها 35 عاما في الإعلام، خرجت بمحبة الناس أكثر من خروجي بشيء انتفع به في الحياة ولم أكن أفكر في تأسيس شيء ينفعني وينفع أبنائي ونسيت نفسي في سبيل عملي وإخلاصي له، ولم أستطع ادخار شيء للمستقبل أو بناء منزل فالمرتبة التاسعة أخذتها قبل خروجي بأشهر قليلة والراتب قليل جدًّا، وبعد إحالتي للتقاعد خرجت خالي الوفاض واضطررت للاقتراض من البنك وهو يأخذ نصف راتبي منذ 5 سنوات وإلى الآن، واضطررت للاستدانة من بعض الزملاء والأصدقاء ولم أستطع مقاومة الحياة من إيجار ومعيشة بالإضافة للعلاج حيث أعاني من عدة أمراض السكر والضغط والكوليسترول والروماتيزم واحتكاك العظام وآلام في الظهر بالإضافة إلى السمنة من جلوسي بالمنزل لأنني لا أستطيع الحركة حاليًا بسهولة واعتبرها من أصعب أيام حياتي، كما أنه بعد التقاعد تجاهلني الإعلام ونسيني الناس المقربون مني وخاصة عندما علموا أنني أعاني من الناحية الصحية والمادية وأصبت بإحباط واكتئاب من معاملتهم وموقفهم معي.

## وفاته
توفي المذيع جميل محمد علي سمان في يوم الخميس 24 شوال 1432هـ الموافق 3 أكتوبر 2010